# Єфремов Веніамін Павлович
Єфремов Веніамін Павлович (нар. 22 березня 1926, Тамбов, СРСР — 16 вересня 2006, Москва) — радянський і російський вчений, конструктор систем протиповітряної оборони сухопутних військ. Член-кореспондент АН СРСР (1984 р.). Академік РАН (1992 р.), Герой Соціалістичної Праці, лауреат Ленінської премії та Державної премії СРСР.

## Біографія
Веніамін Єфремов брав безпосередню участь і керував створенням:
- ЗРК «Круг»
- «Оса»,
- ЗРС С-300В
- ЗРС «Тор», «Тор-М1»
- ЗРС «Антей-2500».

## Нагороди та відзнаки
- Герой Соціалістичної Праці
- Ленінська премія
- Державна премія СРСР

## Галерея

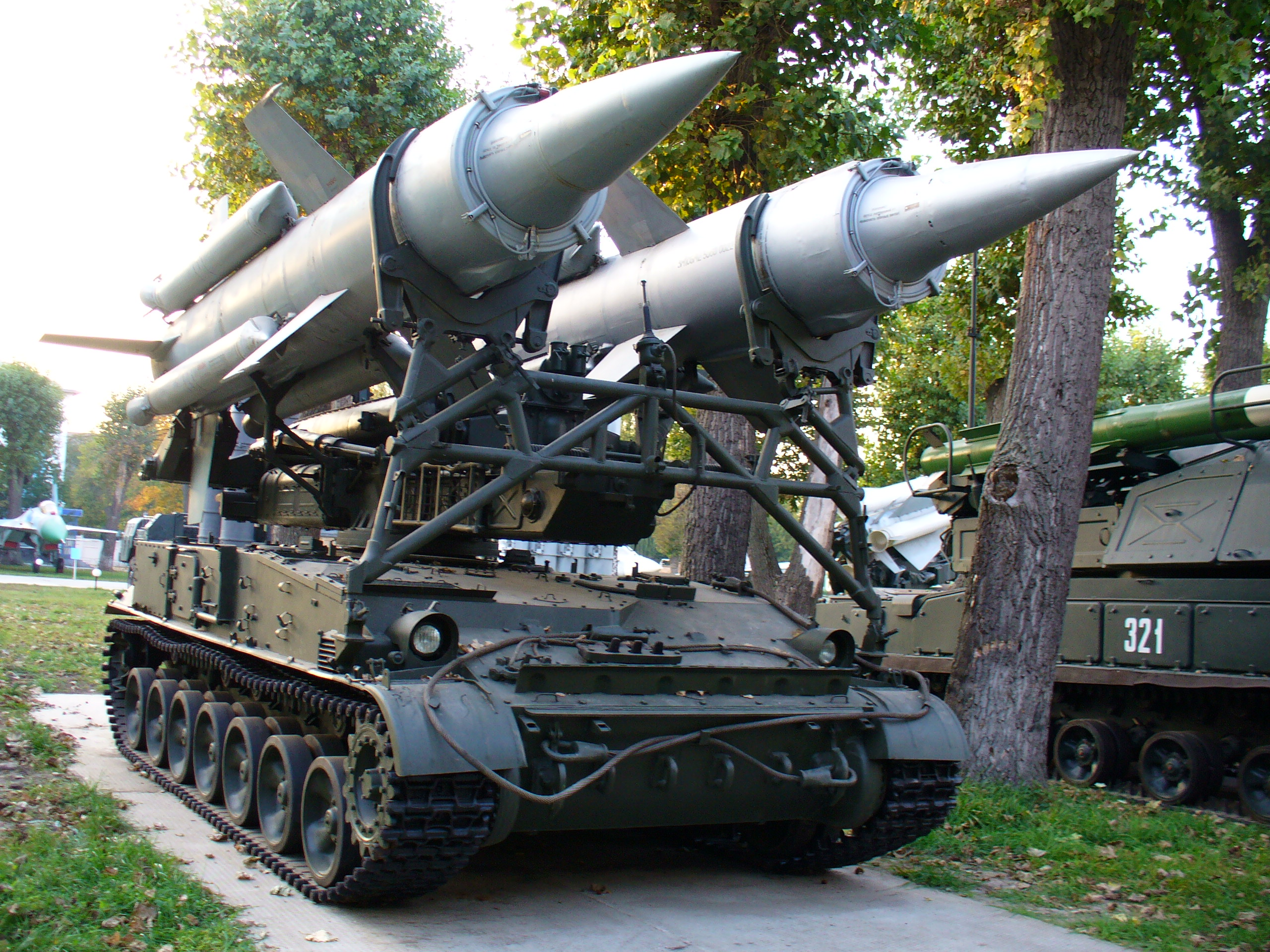
2К11 Круг
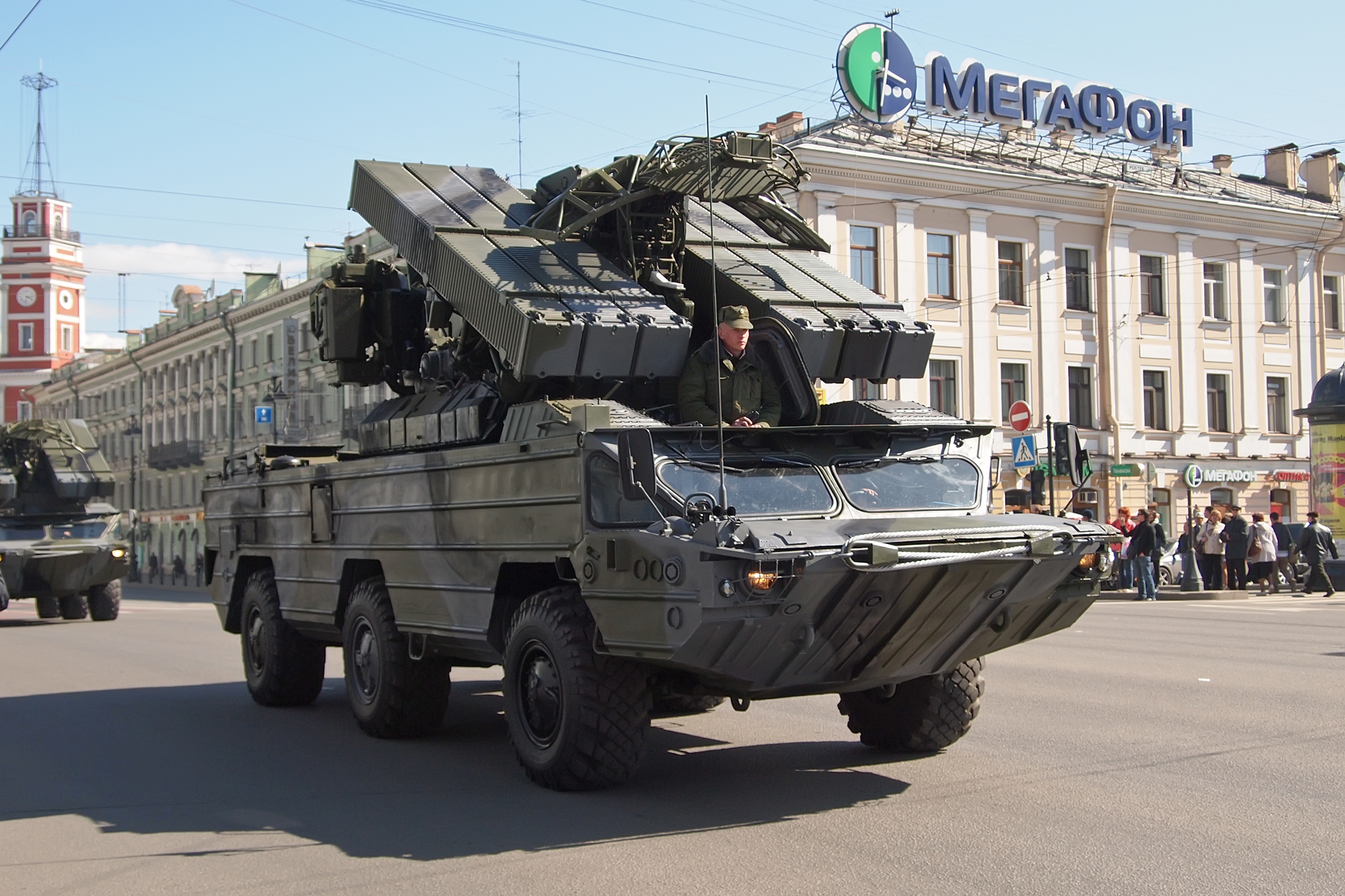
ЗРК Оса
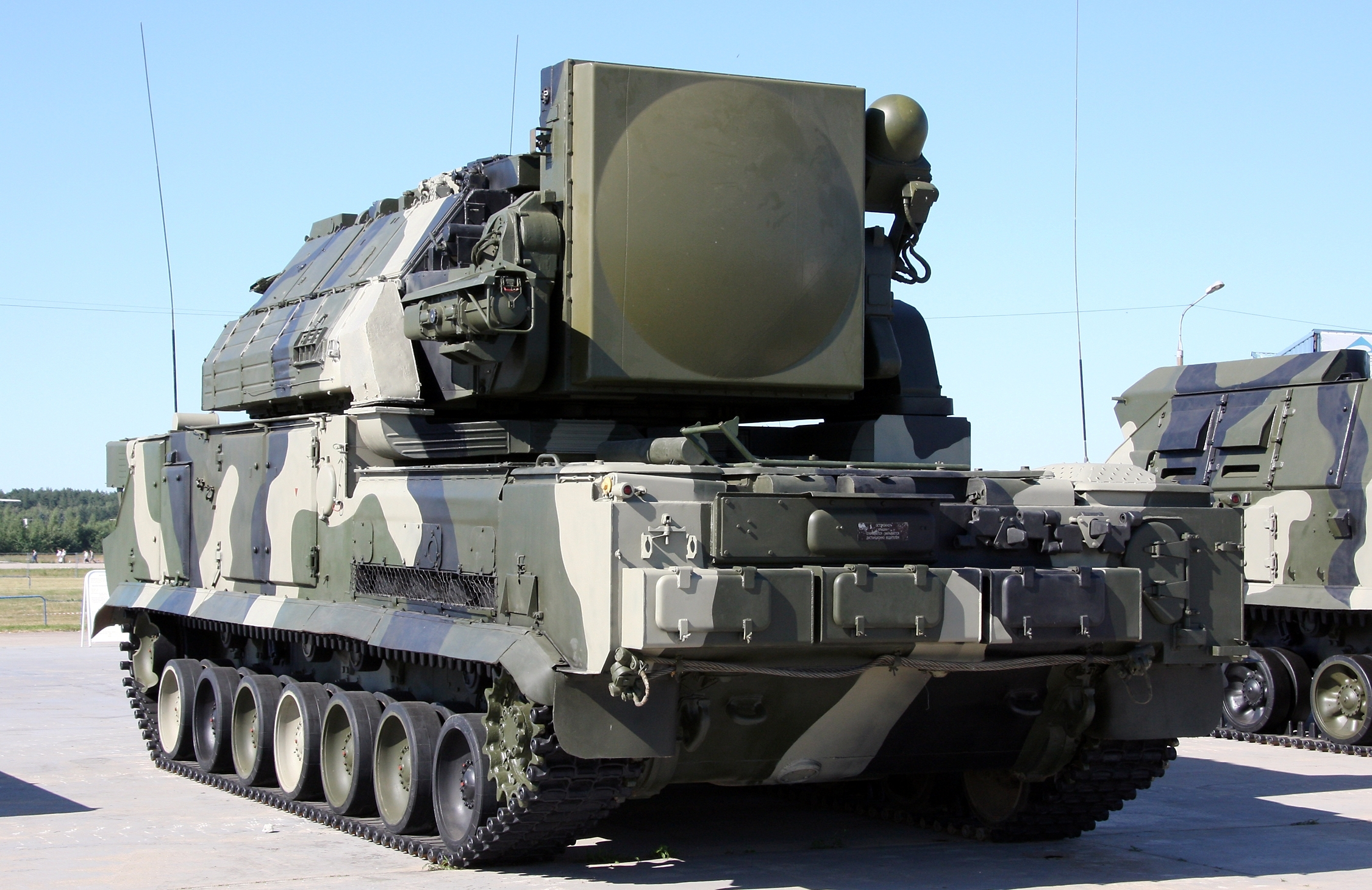
ЗРК Тор
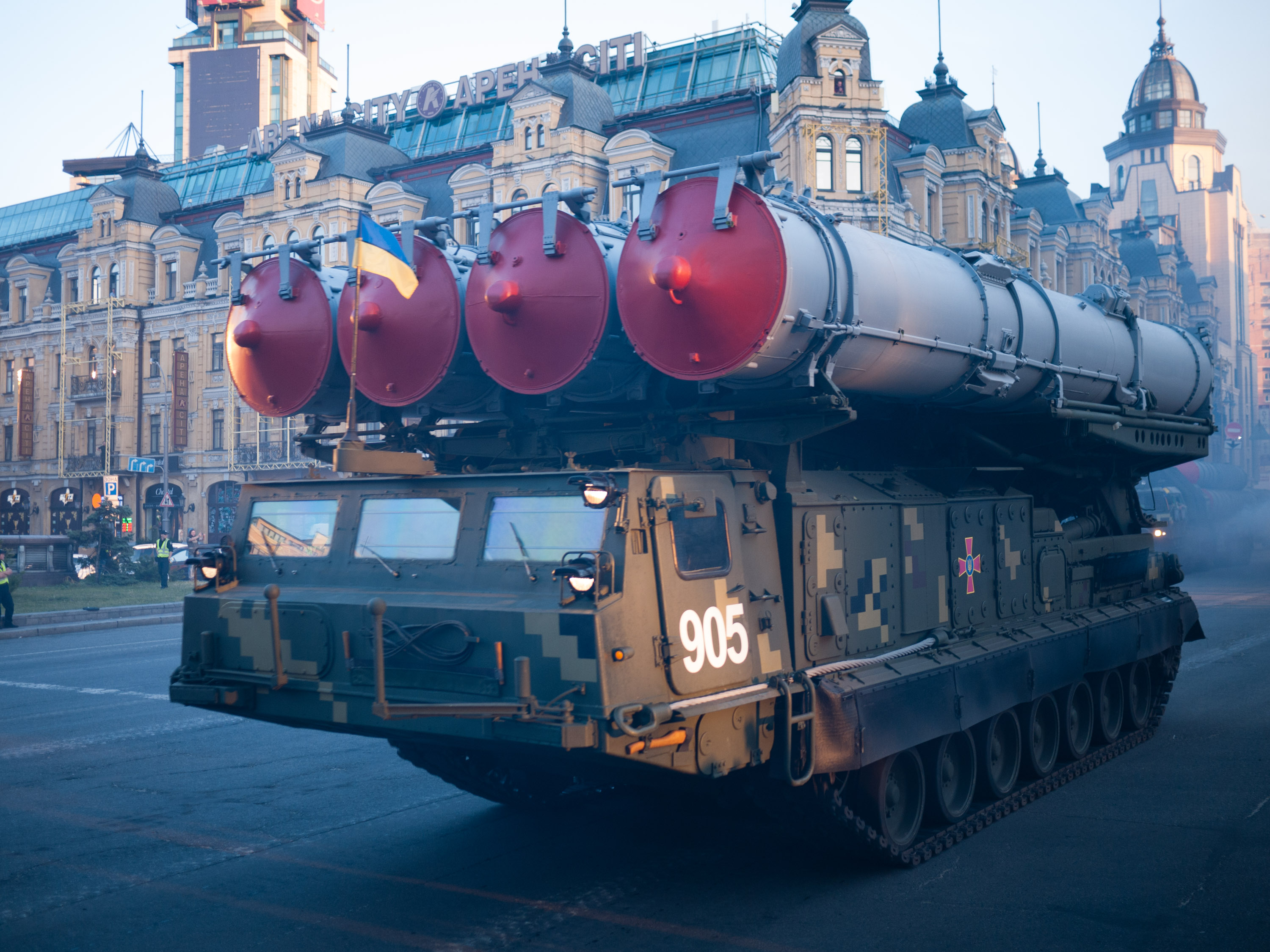
С-300В, Київ 2018
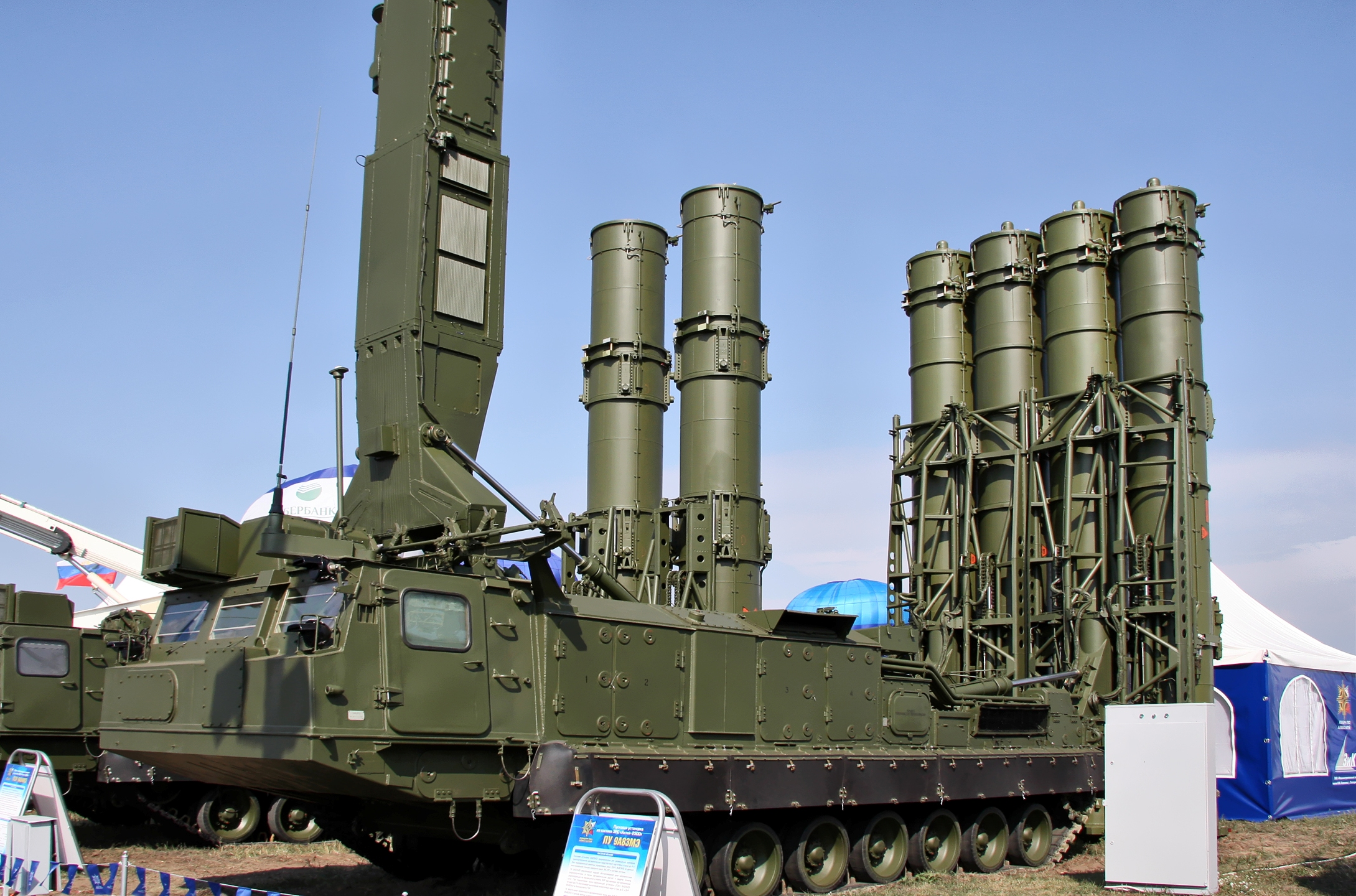
ЗРС Антей-2500